# Муавија I
Муавија I (пуно име Муавија ибн Аби Суфијан) (603, Мека - 6. мај 680, Дамаск), је био први омејадски халиф (661—680), пошто је 656. године постао узурпатор халифа Алије. Муавија је био оснивач династије Омејада.

## Младост
Када је халиф постао Осман ибн Афан (644—656 г.), који је припадао веома угледном корејшитском роду Омеја, постављао је свуда по освојеним провинцијама за управнике своје сроднике, а и Муавија је као његов рођак постао намесник Сирије. Свемоћ аристократа из Меке, који су често прибегавали насиљу и изнуђивањима, изазивала је протесте и револт. 656 г. Арабљани из освојених области, подржани од мединског становништва, свргли су и убили Османа и прогласили за халифу Алију, Мухамедовог брата од стрица и зета.

## Грађански рат
Муавија је, као рођак убијеног Османа, ослањајући се на племена своје провинције, отпочео оружану борбу против Алије. Та је борба била праћена даљим развитком противречности у арапском друштву и послужила је као један од узрока постанка секте хариџитâ. То су били поборници војне демократије, који су прогласили принцип врховне власти муслиманске заједнице. Полазећи од тог принципа, они су само заједницу признавали за овлашћену да бира и свргава халифе, при чему је врховни избраник заједнице могао бити сваки побожан муслиман. Оба претендента за врховну власт у халифату они су сматрали за узурпаторе, које треба силом уклонити.

## Халифат

### Муавија постаје халиф
661 г. Алија је у Куфи пао као жртва једног хариџита. Атентат на Муавију није успео. Он се прогласио за халифа и основао. династију Омејада. Присталице и следбеници Алије, чији је број из поколења у покољење брзо растао, постали су познати под именом шиита. Они су представљали активну опозицију према Омејадима.

### Династија Омејада
Династија Омејада (661—750 г.), коју је Муавија основао, заступљена својим првим представницима, била је носилац друштвених односа карактеристичних за робовласнички поредак Арабије VI—VII века. Зато је главна провинција халифата под том династијом постала Сирија, где се у VI—VII веку већ развијао феудални начин производње, али где су у исто време још били јаки робовласнички односи. Иран (укључујући и Ирак — Вавилонију), где се још под Сасанидима образовало рано феудално друштво, постао је поприште све јаче експлоатације и борбе. У Сирији, где се налазила престоница омејадског халифата — Дамаск, владала је релативно умерена експлоатација и запажао се знатан пораст производних снага. Од три надлештва која су, по дефиницији Маркса и Енгелса, имале владе на Истоку, под Омејадима су стално функционисала само два — финансијско и војно, која су руководила глобљењем сопственог становништва и, пљачком туђих земаља. Функције пак трећег надлештва — друштвених радова, које је имало да се стара о репродукцији, биле су у потпуности препуштене покореном становништву. Представници дамаске владе мешали су се у ствари локалног становништва само у случају да избије устанак или се смањи прилив дажбина и пореза. У првој половини омејадског периода, као и за владе четири прва халифе, Арабљани нису узели учешћа у друштвеној производњи, већ су били заузети готово искључиво ратом, међуплеменским сукобима и угушивањем устанака.
Али су већ најближи потомци освајача-варвара подлегли утицају више економике и развијенијих друштвених односа, који су владали по освојеним-феудалним земљама. Тим утицајем може се објаснити тежња арапске аристократије да се консолидује у владајућу класу халифата и да стане на чело државне управе.

### Ратови са Византијом
Цариград је био у опасности од Муавије, и византијски цар Констанс II, сматрајући да је Исток изгубљен, отишао је на Запад да тамо проведе последње године свога живота (663—668 г.).
То је олакшало подухвате Муавије, чије је ратовање са Византијом достигло широке размере. Отада, сваке године, Арабљани су правили упаде у Малу Азију; 668 г., допрли су до Халкедона (Калкедон) и освојили су Крит. Истовремено су продужили ратовање на Западу и утврдили се у северној Африци, где су основали Кајруан (669 г.) и запретили Сицилији, па чак се и искрцали на њу. Најзад, 673 г., они су предузели крајњи потхват: напали су на Цариград, пошто су узели Кизик на Мраморном Мору. Али је нови цар, Константин IV (668-685 г.), био енергичан владалац. Узалуд су јуришали Арабљани пуних пет година (673-678 г.) на византијску престоницу и са сува и са мора; нису успели да је освоје. Грчка флота, којој је недавни проналазак грчке ватре осигуравао неоспорну надмоћност, натера муслиманске лађе на повлачење и страховито их порази у силејским водама. На копну, халифова војска била је потучена у Азији. Муавија би принуђен да потпише мир (678 г.). То је био први застој ислама. Константин IV могао се поносити својим делом. Углед царства био је тако високо подигнут да су се сви непријатељи монархије приклонили пред њом: "И велики мир, каже хроничар Теофан, владаше на Истоку и на Западу".
Ове нападе Арапа искористили су Бугари, да се пребацују на десну страну Дунава, нешто жељни пљачке, а нешто и из потребе да прошире своје подручје.

## Породично стабло
|  |                        |  |  |  |  |  |  |  |  |  |  |  |  |  |  |  |
|  | 2. Abu Sufyan ibn Harb |  |  |  |  |  |  |  |  |  |  |  |  |  |  |  |
|  |                        |  |  |  |  |  |  |  |  |  |  |  |  |  |  |  |
|  |                        |  |  |  |  |  |  |  |  |  |  |  |  |  |  |  |
|  | 1. Муавија I           |  |  |  |  |  |  |  |  |  |  |  |  |  |  |  |
|  |                        |  |  |  |  |  |  |  |  |  |  |  |  |  |  |  |
|  |                        |  |  |  |  |  |  |  |  |  |  |  |  |  |  |  |
|  | 3. Hind bint Utbah     |  |  |  |  |  |  |  |  |  |  |  |  |  |  |  |
|  |                        |  |  |  |  |  |  |  |  |  |  |  |  |  |  |  |
|  |                        |  |  |  |  |  |  |  |  |  |  |  |  |  |  |  |